# Gebr. Alexander

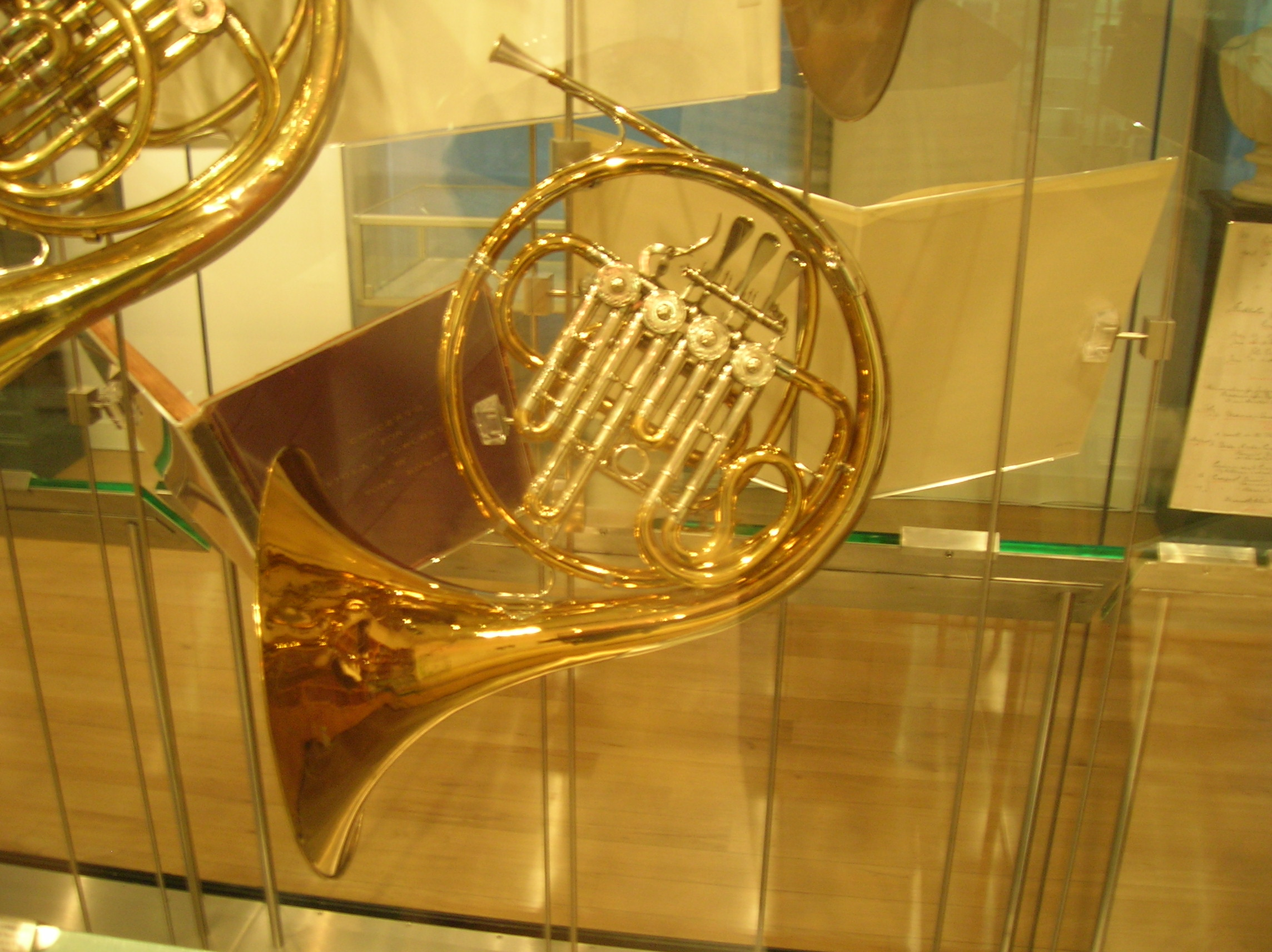
Alexander Horn

Gebr. Alexander (Frères Alexander) est une entreprise allemande créée en 1782, spécialisée dans la fabrication d'instruments à vent (cors d'harmonie) située à Mayence (Rhénanie-Palatinat). Le nom de la marque est issu de celui du fondateur, Franz Ambros Alexander.